# Ганс Екштайн
Ганс Екштайн (нім. Hans Eckstein, 15 грудня 1908 — 15 березня 1985) — німецький плавець і ватерполіст.
Срібний призер Олімпійських Ігор 1932 року.